# Bernard Ier d'Anhalt-Bernbourg
Pour les articles homonymes, voir Bernard Ier.
Bernard Ier, né vers 1218 et mort en 1287, est un prince de la maison d'Anhalt, fils du prince Henri Ier d'Anhalt. Il fut le premier souverain régnant sur la principauté d'Anhalt-Bernbourg de 1252 jusqu'à sa mort.

## Biographie
Bernard est le second fils de Henri Ier (mort en 1252), prince d'Anhalt depuis 1218, et de son épouse Irmgarde, fille du landgrave Hermann Ier de Thuringe. Lors de la partition des domaines familiaux après la mort de son père en 1252, il reçoit la principauté d'Anhalt-Bernbourg nouvellement créée. Ses descendants règnent sur l'Anhalt-Bernbourg jusqu'à l'extinction de sa lignée mâle, en 1468.

## Mariage et postérité
Bernard d'Anhalt-Bernbourg se marie le 3 février 1258 à Hambourg avec la princesse Sophie (1240–1284), fille du roi Abel de Danemark issue de la maison d'Estridsen, qui lui donne les enfants suivants :
- Jean Ier (mort le 5 juin 1291), prince d'Anhalt-Bernbourg ;
- Albert Ier (mort le 14 septembre 1324), évêque d'Halberstadt ;
- Bernard II (vers 1260 – après le 26 décembre 1323), prince d'Anhalt-Bernbourg ;
- Henri (mort le 14 mars 1324), prieur des dominicains de Sainte-Catherine à Halberstadt ;
- Rodolphe ;
- Sophie (morte après le 15 mai 1322), épouse Thierry II, comte de Hohnstein-Klettenberg.